# Gorenje Kamence
Gorenje Kamence so naselje v Občini Novo mesto.